# 黄山花楸
黄山花楸（学名：Sorbus amabilis）为花楸属的一种落叶乔木，高可达10米，是中国华东的特有植物。分布于中国大陆的浙江、安徽等地，生长于海拔900米至2,000米的地区，其模式标本采集于黄山，因此得名。

## 分布
黄山花楸分布范围较小，且呈碎片化，主要位于安徽南部、浙江东南部、福建东南部、湖北西南部、重庆东南部和北部、台湾东北部。其自然种群遗传多样性低，难以适应环境变化。

## 异名
- Sorbus amabilis Cheng ex Yu var. wuyishanensis Z. X. Yu